# La casa del carrer Chelouche
 La casa del carrer Chelouche (Ha-Bayit Berechov Chelouche) és una pel·lícula israeliana dirigida per Moshé Mizrahi, estrenada el 1973. El film va ser nominat a l'Oscar a la millor pel·lícula de parla no anglesa. Ha estat doblada al català.

## Argument
Una família òrfena de pare emigra a Israel des d'Egipte durant el període de mandat britànic. La pel·lícula localitza les dificultats que la família pateix al país políticament inestable.

## Repartiment
- Gila Almagor: Clara
- Ofer Shalhin: Sami
- Michal Bat-Adam: Sonia
- Joseph Shiloach: Nissim
- Rolf Brin: Grossman

## Nominacions
1973: oscar a la millor pel·lícula de parla no anglesa